# SSV Mülheim
Der SSV Mülheim-Kärlich (vollständiger Name: Spiel- und Sportverein 1921 Mülheim e.V.) war ein Sportverein aus Mülheim-Kärlich. Die erste Fußballmannschaft spielte ein Jahr in der damals zweitklassigen Regionalliga Südwest.

## Geschichte
Der SSV Mülheim wurde im Januar 1921 durch die Fusion der 1919 gegründeten Vereine Ballspiel-Verein Mülheim und SC Einigkeit Mülheim gegründet. Im Jahre 1934 fusionierte der SSV mit dem TV 1905 Mülheim zum TuS 05/21 Mülheim. Die Fusion wurde ein Jahr später wieder gelöst. 1947 kam es noch einmal zur Fusion der beiden Vereine. Das Produkt Mülheimer SV 05/21 wurde im Jahre 1950 wieder gelöst.
Die erste Fußballmannschaft schaffte im Jahre 1963 den Aufstieg in die Amateurliga Rheinland. Von 1964 bis 1966 wurde die Mannschaft dreimal in Folge Vizemeister. Bei den Deutschen Amateurmeisterschaften 1965 und 1966 erreichten die Mülheimer jeweils das Viertelfinale. Im Jahre 1967 wurde die Mannschaft Meister und schaffte den Aufstieg in die Regionalliga. Gleichzeitig gewann der SSV durch ein 7:0 gegen den FV Engers 07 den Rheinlandpokal.
Die Regionalliga war jedoch eine Nummer zu groß für die Mülheimer. Mit nur zwei Siegen folgte der direkte Wiederabstieg. 1969 wurde der SSV noch einmal Meister der Amateurliga Rheinland, scheiterte aber in der folgenden Aufstiegsrunde. Drei Jahre später stiegen die Mülheimer aus der Amateurliga ab. Im Jahre 1992 nahm der Verein seinen heutigen Namen an. Der Abstieg in die Bezirksliga erfolgte im Jahre 1997.
Seit dem 1. Juli 2000 bildete der SSV Mülheim-Kärlich eine Spielgemeinschaft mit dem SSV Urmitz-Bahnhof. Die SG 2000 Mülheim-Kärlich schaffte im Jahre 2009 den Aufstieg in die Rheinlandliga. Im Jahre 2011 erfolgte die Fusion der beiden Vereine zur SG 2000 Mülheim-Kärlich.

## Erfolge
- Rheinlandpokalsieger 1967
- Meister der Amateurliga Rheinland 1967, 1969

## Persönlichkeiten
- Harald Ebertz
- Helmut Manns
- Werner Wienken